# SV Hönnepel-Niedermörmter
Die SV Hönnepel-Niedermörmter (offiziell: Spielvereinigung Hönnepel-Niedermörmter e. V. 1951) ist ein Sportverein aus Kalkar im Kreis Kleve. Der Verein ist auch unter der Kurzbezeichnung SV Hö/Nie oder SV Hö-Nie bekannt, hat die Vereinsfarben schwarz und gelb und umfasst etwa 350 Mitglieder. Die erste Fußballmannschaft spielte von 2012 bis 2017 in der fünftklassigen Oberliga Niederrhein. Dort wurde sie 2014 Meister, verzichtete aber auf einen möglichen Aufstieg in die Regionalliga. Neben Fußball besitzt der Verein auch eine Turnabteilung. Heimspielstätte des Vereins ist die Sportanlage an der Düffelsmühle 2, direkt an der Rheinstraße.

## Geschichte

### Frühe Jahre (1951 bis 2012)
Der Verein entstand am 8. Juni 1951 durch die Fusion der Vereine FC Niedermörmter und Viktoria Hönnepel. Im August 1963 bezog der Verein seine heutige Heimspielstätte Sportanlage an der Rheinstraße, die von den Vereinsmitgliedern in Eigenarbeit errichtet wurde. Jahrzehntelang spielte der SV Hönnepel-Niedermörmter lediglich auf Kreisebene. Zwischen 1980 und 1984 trat die Mannschaft in der 1. Kreisklasse an. Schließlich gelang im Jahre 2001 erstmals der Aufstieg in die Bezirksliga. Vier Jahre später gelang dann der Aufstieg in die Landesliga Niederrhein. Dort schaffte die Mannschaft auf Anhieb den Durchmarsch in die Verbandsliga Niederrhein.
Dort wurde der Verein in der Aufstiegssaison 2006/07 Tabellendreizehnter und konnte nur knapp und aufgrund des Rückzugs des FSV Kettwig die Klasse halten. Im Jahre 2012 sorgte der Verein im Niederrheinpokal für Furore, als die Mannschaft im Halbfinale beim drei Ligen höher spielenden Verein Rot-Weiß Oberhausen mit 7:5 nach Elfmeterschießen gewann. Im Endspiel traf der SV Hönnepel-Niedermörmter auf Rot-Weiss Essen. Vor 10.000 Zuschauern im Essener Georg-Melches-Stadion gewannen die Rot-Weissen knapp mit 3:2. In der Verbandsliga kam die Mannschaft nicht über Mittelfeldpositionen hinaus.

### Oberliga (2012 bis 2017)
Als Sechster der Verbandsligasaison 2011/12 qualifizierte sich der SV Hönnepel-Niedermörmter für die neu geschaffene Oberliga Niederrhein, wo die Mannschaft in der Saison 2012/13 Vierzehnter wurde. Obwohl zahlreiche Spieler den Verein verließen, startete der Verein erfolgreich in die Saison 2013/14. Nachdem die Mannschaft die ersten zwölf Spiele ohne Niederlage überstanden hatte, sicherte sich das Team die Herbstmeisterschaft.
Mit einem 3:1-Sieg über die zweite Mannschaft von Rot-Weiß Oberhausen sicherte sich Hö/Nie am vorletzten Spieltag die Meisterschaft. Andre Trienenjost wurde mit 29 Treffern Torschützenkönig der Liga. Trotz dieses Erfolges verzichtete der Verein auf den Aufstieg, da die organisatorischen und sportlichen Risiken für den Verein unkalkulierbar sein würden. Den Verzicht bezeichnete der Trainer Georg Mewes im April 2015 als größten Nackenschlag. Gleichzeitig erschütterten vorstandsinterne Querelen den Verein. Präsident und Hauptsponsor Alexander Kehrmann trat zurück und kündigte an, sein finanzielles Engagement zu verkleinern. Gerüchte, wonach der Verein vor der Insolvenz stehe, wurden dementiert.
In der Saison 2015/16 kämpfte die Mannschaft lange gegen den Abstieg, konnte sich aber zum Saisonende auf Platz zehn retten. Trainer Georg Mewes trat zurück und wurde durch Daniel Beine ersetzt, der zuvor Spielertrainer der zweiten Mannschaft war. Zur Saison 2016/17 vollzog der Verein einen großen Umbruch und setzte auf junge Spieler aus der Region. Im Dezember 2016 musste Trainer Beine gehen, da das Team ohne Sieg Tabellenletzter war. Für ihn kehrte Georg Mewes auf die Hönnepeler Trainerbank zurück. Unter Mewes startete die Mannschaft eine Aufholjagd, verfehlte aber am vorletzten Spieltag den Klassenerhalt und stieg in die Landesliga Niederrhein ab.

### Gegenwart (seit 2017)
Dort wäre die Mannschaft in der Saison 2017/18 beinahe erneut abgestiegen und schaffte erst nach einem 3:2-Sieg am letzten Spieltag gegen den FC Kray den Klassenerhalt. Auch ein Jahr später rettete sich der Verein erst am letzten Spieltag, dieses Mal durch einen 2:0-Sieg über den SV Scherpenberg. 2024 stieg die Mannschaft schließlich als abgeschlagener Tabellenletzter in die Bezirksliga ab. Mit nur einem Punkt und 206 Gegentoren wurde der Verein in der Bezirksligasaison 2024/25 in die Kreisliga A durchgereicht.

## Statistik

### Erfolge
- Meister der Oberliga Niederrhein 2014
- Niederrheinpokalfinalist 2012

### Platzierungen seit 2000
Grün unterlegte Platzierungen kennzeichnen einen Aufstieg, rot unterlegte einen Abstieg.
| Spielzeit | Liga (Level)                         | Platz |
| --------- | ------------------------------------ | ----- |
| 2000/01   | Kreisliga A Kleve-Geldern (VIII)     | 01.   |
| 2001/02   | Bezirksliga Niederrhein, Gr. 7 (VII) | 04.   |
| 2002/03   | Bezirksliga Niederrhein, Gr. 8 (VII) | 03.   |
| 2003/04   | Bezirksliga Niederrhein, Gr. 7 (VII) | 06.   |
| 2004/05   | Bezirksliga Niederrhein, Gr. 7 (VII) | 01.   |
| 2005/06   | Landesliga Niederrhein, Gr. 3 (VI)   | 01.   |
| 2006/07   | Verbandsliga Niederrhein (V)         | 13.   |
| 2007/08   | Verbandsliga Niederrhein (V)         | 06.   |
| 2008/09   | Niederrheinliga 1 (VI)               | 12.   |

| Spielzeit | Liga (Level)               | Platz |
| --------- | -------------------------- | ----- |
| 2009/10   | Niederrheinliga (VI)       | 11.   |
| 2010/11   | Niederrheinliga (VI)       | 06.   |
| 2011/12   | Niederrheinliga (VI)       | 06.   |
| 2012/13   | Oberliga Niederrhein 2 (V) | 14.   |
| 2013/14   | Oberliga Niederrhein (V)   | 01. 3 |
| 2014/15   | Oberliga Niederrhein (V)   | 04.   |
| 2015/16   | Oberliga Niederrhein (V)   | 10.   |
| 2016/17   | Oberliga Niederrhein (V)   | 17.   |

| Spielzeit | Liga (Level)                    | Platz |
| --------- | ------------------------------- | ----- |
| 2017/18   | Landesliga Niederrhein 2 (VI)   | 14.   |
| 2018/19   | Landesliga Niederrhein 2 (VI)   | 14.   |
| 2019/20   | Landesliga Niederrhein 2 (VI)   | 13.   |
| 2020/21   | Landesliga Niederrhein 2 (VI)   | – 4   |
| 2021/22   | Landesliga Niederrhein 2 (VI)   | 10.   |
| 2022/23   | Landesliga Niederrhein 2 (VI)   | 06.   |
| 2023/24   | Landesliga Niederrhein 2 (VI)   | 19.   |
| 2024/25   | Bezirksliga Niederrhein 4 (VII) | 17.   |

## Ehemalige Spieler
- Dominik Borutzki
- Ralf von Diericke
- Markus Heppke
- Edin Husić
- Christian Mikolajczak
- Sebastian Radtke
- Damian Rączka
- Benjamin Schüßler
- Thomas Vtic
- Gerd Wirtz

## Umfeld

### Weitere Mannschaften
Neben der Oberligamannschaft stellt der SV Hönnepel-Niedermörmter drei weitere Männermannschaften. Die zweite Mannschaft stieg im Jahre 2015 in die Landesliga Niederrhein auf. Im April 2017 wurde sie vom Spielbetrieb in der Bezirksliga abgemeldet. Dadurch tritt sie in der Saison 2017/18 in der Kreisliga A an.  Die dritte Mannschaft trat in der Kreisliga C an und stieg 2015 in die Kreisliga B auf. Sie wurde während des Spielbetriebes der Saison 2015/16 aus der Kreisliga B zurückgezogen. Darüber hinaus gibt es noch eine Alte-Herren-Mannschaft. Im Jugendbereich stellt der Verein fünf Mannschaften in den unteren Altersklassen. Seit der Saison 2019/20 nimmt die zweite Mannschaft den Spielbetrieb in der Kreisliga C wieder auf.

### Stadion
Heimspielstätte des SV Hönnepel-Niedermörmter ist die Sportanlage Düffelsmühle 2 direkt an der Rheinstraße. Das Stadion befindet sich im Ortsteil Niedermörmter in der Nähe der Rheinbrücke Rees-Kalkar und hat eine Kapazität von etwa 1600 Plätzen. Ca. 200 Zuschauer können auf überdachte Stehplätze ihren Platz finden. Die Sportanlagen wurde von den freiwilligen Helfern und Spielern des Vereins in Eigenarbeit gebaut und am 7. August 1963 eingeweiht.

### Trivia
Überregionale Aufmerksamkeit erlangt der SV Hönnepel-Niedermörmter im Herbst 2013 durch die Sendung Zeiglers wunderbare Welt des Fußballs im Westdeutschen Rundfunk. In seiner Sendung verlas Moderator Arnd Zeigler das Programm des Wuppertaler SV der kommenden Wochen und erwähnte dabei das Meisterschaftsspiel der Wuppertaler gegen den SV Hönnepel-Niedermörmter.

„Hönnepel-Niedermörmter, das ist ein Name, da werde ich ja schon ein bisschen geil.“

Zeigler bot daraufhin an, dass er seine nächste Sendung im Trikot des SV Hö/Nie moderieren würde, wenn der Verein ihm eines zuschicken würde. Daraufhin schickte ihm der Verein ein ganzes Paket mit Fanartikeln. Nachdem Zeigler am 15. September 2013 tatsächlich seine Sendung im Hö/Nie-Trikot moderiert hatte, übernahm er beim Heimspiel des SV Hönnepel-Niedermörmter gegen den Wuppertaler SV den Job des Stadionsprechers.
Der Verein legt großen Wert darauf, ein „Dorfklub“ zu sein. Die beiden Dörfer Hönnepel und Niedermörmter haben zusammen ca. 2.000 Einwohner. Das Vereinsmotto lautet Und der Acker bebt am Niederrhein. Darüber hinaus greift der Verein zu ungewöhnlichen Maßnahmen. Die Spieler sind beispielsweise dazu verpflichtet, ihre Anwesenheit beim Training mit einer Stechuhr zu erfassen.

## Weblink
- Website